# Melolontha aeneicollis
Melolontha aeneicollis är en skalbaggsart som beskrevs av Bates 1891. Melolontha aeneicollis ingår i släktet Melolontha och familjen Melolonthidae. Inga underarter finns listade i Catalogue of Life.